# Jan I. z Blois-Châtillonu
Jan I. ze Châtillonu (1225? – 22. dubna 1279) byl hrabě z Blois a Chartres, pán z Avesnes.

## Život
Byl nejstarším ze čtyř synů hraběte Huga ze Châtillonu a Marie, dcery Waltra z Avesnes. Po matčině smrti roku 1241 zdědil hrabství Blois a Dunois a o čtyři roky později po otci panství Avesnes. Roku 1256 svá panství po smrti sestřenice Matyldy z Amboise rozšířil o hrabství Chartres.
V prosinci 1254 se oženil s Alicí, dcerou bretaňského vévody Jana. Narodila se jim jediná dcera Johana. Společně s manželkou založili několik náboženských institucí, včetně kláštera Guiche, kde také byli uloženi k poslednímu odpočinku. Dědičkou se stala dcera Johana.